# 1987 en animation asiatique
Voir aussi: 1987 au cinéma - 1987 à la télévision
1986 en animation asiatique - 1987 en animation asiatique - 1988 en animation asiatique

## Principales diffusions au Japon

### Films
- 18 juillet : Dragon Ball : Le Château du démon
- 18 juillet : Éris : La Légende de la pomme d'or (Saint Seiya)
- 11 avril : Touch 3: Kimi ga Tōri Sugita Ato ni

### OVA
- 28 juin : Black Magic M-66

### Séries télévisées
Les séries non datées ont débuté avant le 1er janvier de cette année
- Saint Seiya
- 1er janvier : Les Quatre Filles du docteur March
- 6 avril : Max et Compagnie
- 6 avril : Nicky Larson
- 11 octobre : Le Prince Hercule